# Lijnbaansgracht 259-260
Lijnbaansgracht 259-260/Korte Leidsedwarsstraat ongenummerd is een gebouw in Amsterdam-Centrum.

## Ligging
Het pand is gelegen aan de Lijnbaansgracht, tussen het Kleine-Gartmanplantsoen en de puntkruising van de kade daarvan met de Korte Leidsedwarsstraat. Het gebouw kijkt uit op de achtergevel van het Barlaeus Gymnasium, gevestigd aan de Weteringschans 29/Weteringschans 31. De noordelijke belendingen Lijnbaansgracht 256-258, Lijnbaansgracht 255 en Lijnbaansgracht 254 zijn rijksmonumenten.

## Moderne geschiedenis
Hier was sinds 1871 gevestigde de Costerschool, dan op Lijnbaansgracht 275, een openbare lagere meisjesschool der derde klasse, toen nog aan de Baangracht (bij de Spiegelgracht). 
Het seizoen 1922/1923 eindigde met slechts 124 leerlingen, voor Burgemeester en wethouders een te gering aantal om de school open te houden. Bovendien waren er voldoende andere openbare lagere scholen in de omgeving om die leerlingen op te vangen. Na de demping van een stuk Lijnbaansgracht (tussen Leidsekruisstraat en Leidseplein) kreeg het huisnummer Lijnbaansgracht 259-260.
In januari 1930 werd weer de aandacht op het dan leegstaande gebouw gevestigd. Het Barlaeus Gymnasium groeide in haar begindagen flink en moest haar eigen gymnastieklokaal en lerarenkamer opofferen aan leslokalen. Ze kende daarom een apart gelegen gymnastiekgebouw aan de Marnixstraat, maar met het toenemend verkeer achtten de onderwijsinrichting en de gemeente dat te gevaarlijk voor de jongelui. Er werd ingeschat dat met een flinke verbouwing van het gebouw, dan huisnummers 259 en 260 dragend, een oplossing gevonden kon worden voor het inrichten van een gymnastieklokaal en een leraarskamer. Voor een bedrag van ca 115.000 gulden zou men klaar zijn. In oktober 1930 kon het werk aanbesteed worden, maar was dan al aangepast aan "Het bouwen van een gymnastiekgebouw met woning op een gedeeltelijk bestaande fundering" op het terrein tussen Lijnbaansgracht en Korte Leidsedwarsstraat. Het was een van de modernste turngebouwen, die even later ook gebruikt ging worden door Gymnastiekvereniging U.D.I. (Uitspanning door Inspanning). In 2004 wordt gekeken of het gebouw, dan nog steeds gymnastieklokaal omgebouwd kan worden tot fietsenstalling voor de school en buurt. Het plan ging gepaard met een voetgangersbrug over de Lijnbaansgracht, zodat leerlingen hun fietsen voortaan daar zouden stallen in plaats van voor de school. Het gebouw was een jaar daarvoor bestempeld tot gemeentelijk monument.
Die monumentstatus kreeg het vanwege de verstrakte Amsterdamse Schoolstijl waarin het neergezet is. Het ontwerp voor het gebouw was afkomstig van de Dienst der Publieke Werken. Daar was het gebruikelijk de naam van de architect niet te noemen. In 2017 is het in gebruik bij Dansacademie Lucia Marthas Institute for Performing Arts, onderdeel van Hanzehogeschool Groningen.  

## Omschrijving
Het hoofdgebouw kent een natuurstenen borstwering/plint beginnend met een deur voor bovenetages. De plint eindigt in de toegangsportiek. Tussen de twee toegangen bevindt zich een ramenrij tussen natuurstenen kolommen, de rij wordt aan de bovenzijde afgesloten met een lijst. Daarboven bevinden zich nog twee ramenrijen, een met ruiten met twee aan twee geplaatst en een aaneensluitend met kleine ruiten. Alle ruiten hebben de voor de Amsterdamse Grachtengordel kenmerken 6-, 9- of 12-delige segmentering). De metselstructuur van de bakstenen voorgevel verraadt een eensteensmuur. De bovenste ramenrij wordt aan weerszijden afgesloten door twee hijsbalken boven een klein raampje. Vervolgens is daar de ver vooruitstekende dakplint, waarboven het dak met twee dakkapellen. Naast het hoofdgebouw staat een iets kleiner gebouw, met dezelfde opbouw. Een natuurstenen plint, waarin en waarboven een drietal ramen onderverdeeld in 12 segmenten in natuurstenen lijsten. De ramen zijn van glas-in-lood. Daarboven een groot baksteenvlak en nog een tweetal ruiten, beide uitgevoerd in 18 segmenten glas-in-lood en daarboven de dakplint, die minder overhelt dan de dakplint van het hoofdgebouw. De achtergevel van het gebouw is aanzienlijk soberder, een groot bakstenen oppervlak met een nooduitgang, twee ramenrijen en een simpele dakplint. Beide gebouwen eindigen in een zadeldak of mansardedak met dakpannen. Wat verder aan het pand opvalt is de schoorsteen, die in een soort risaliet uitgevoerd is vanaf de begane grond ene tot boven het buurpand, rijksmonument Lijnbaansgracht 256-258 uitsteekt. 

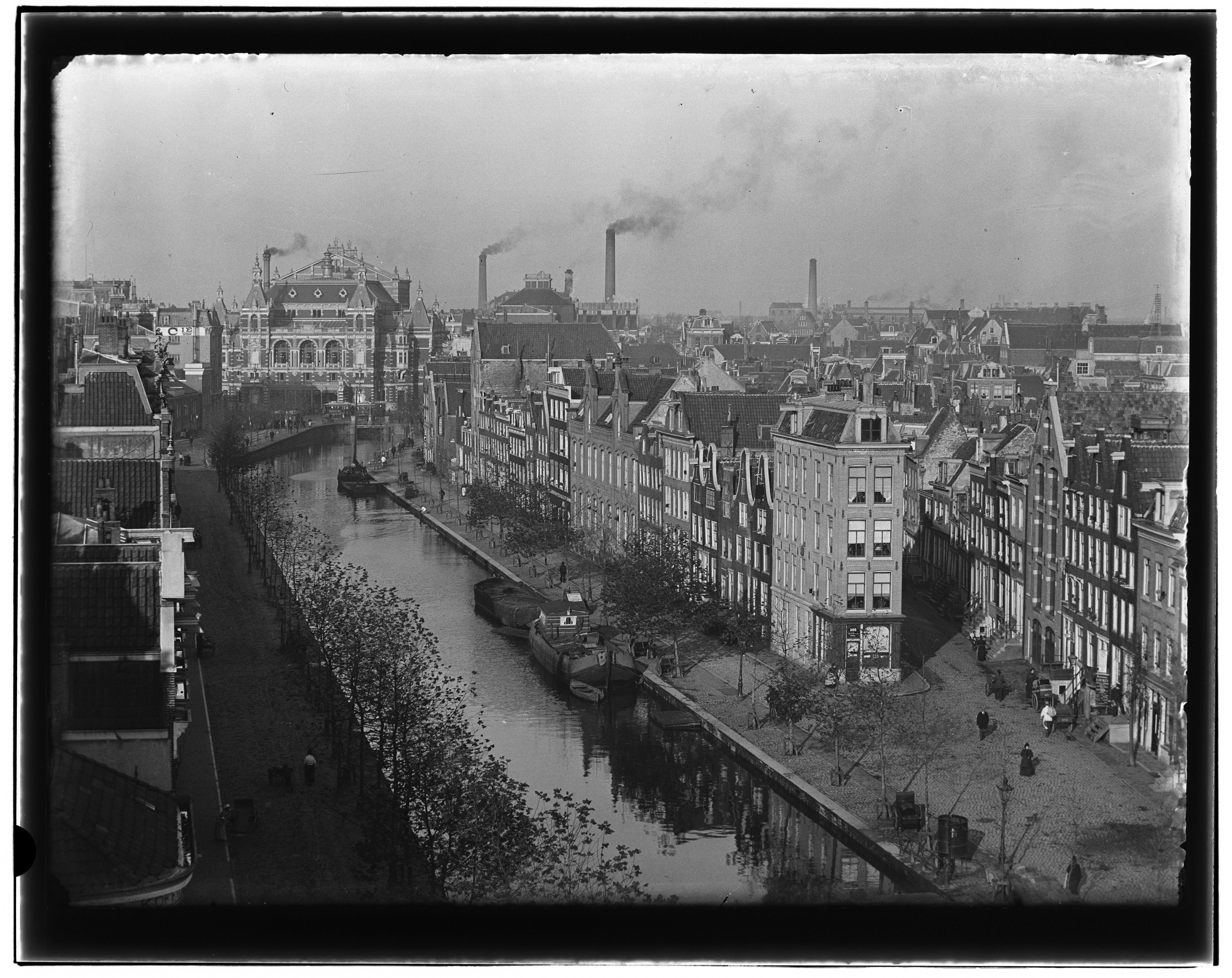
Jacob Olie legde de Costerschool nog vast in 1894 (het gebouw met de boogconstructies boven de ramen onder de hoogste rokende schoorsteen)

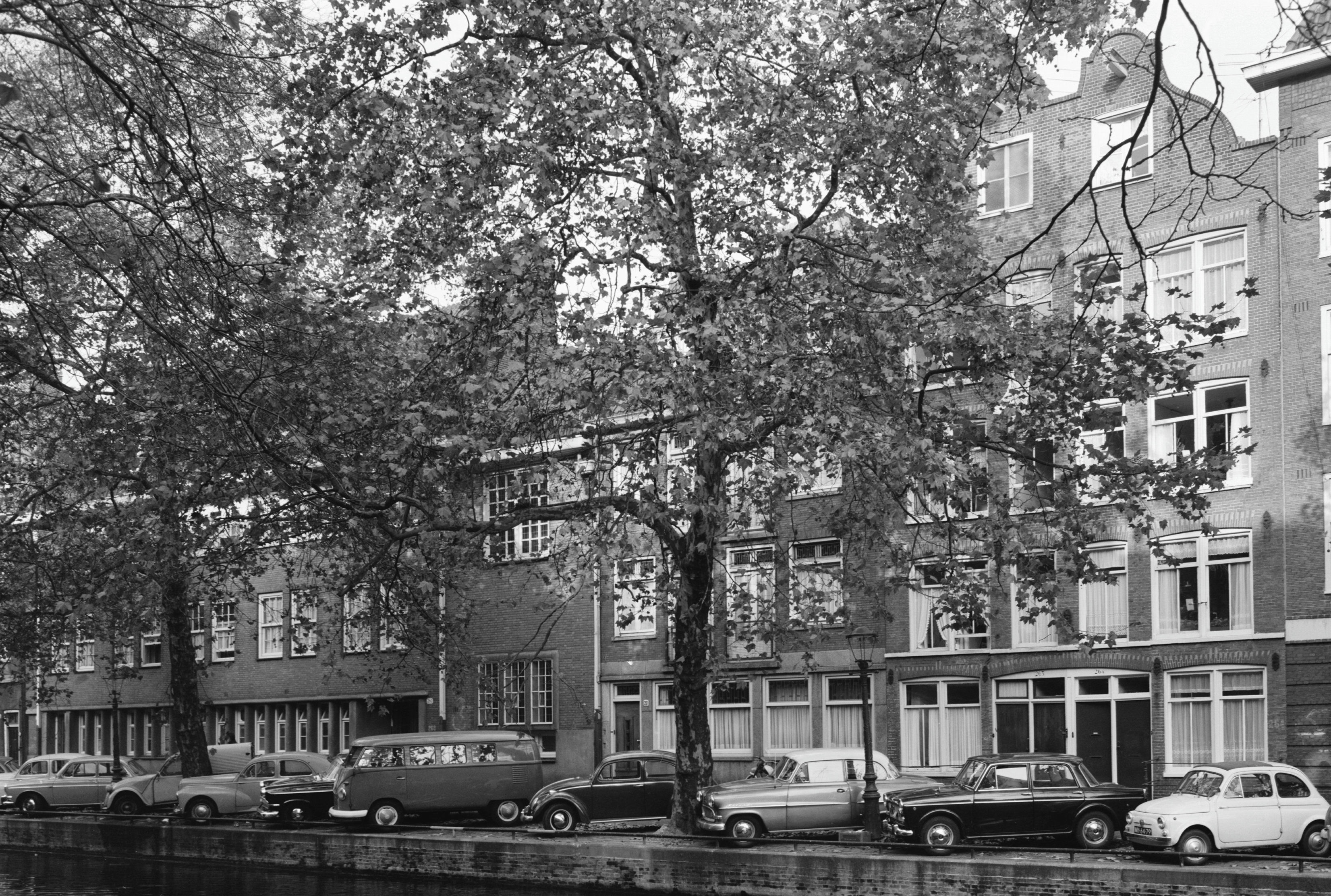
Links Lijnbaansgracht 259-260 (1964)